# McDonnell Douglas F-15 Eagle
Макдоннел-Дуглас F-15 «Игл» (англ. McDonnell Douglas F-15 Eagle, с англ. — «Орёл») — американский тяжёлый всепогодный истребитель четвёртого поколения. Предназначен для завоевания превосходства в воздухе.
Разработка самолёта была завершена в 1972 году; передан в эксплуатацию в 1976 году. Применялся на Ближнем Востоке, в Персидском заливе и Югославии. Истребитель F-15C Eagle останется в ВВС США до 2025-26 года. F-15E/EX продолжат службу дальше.

## История

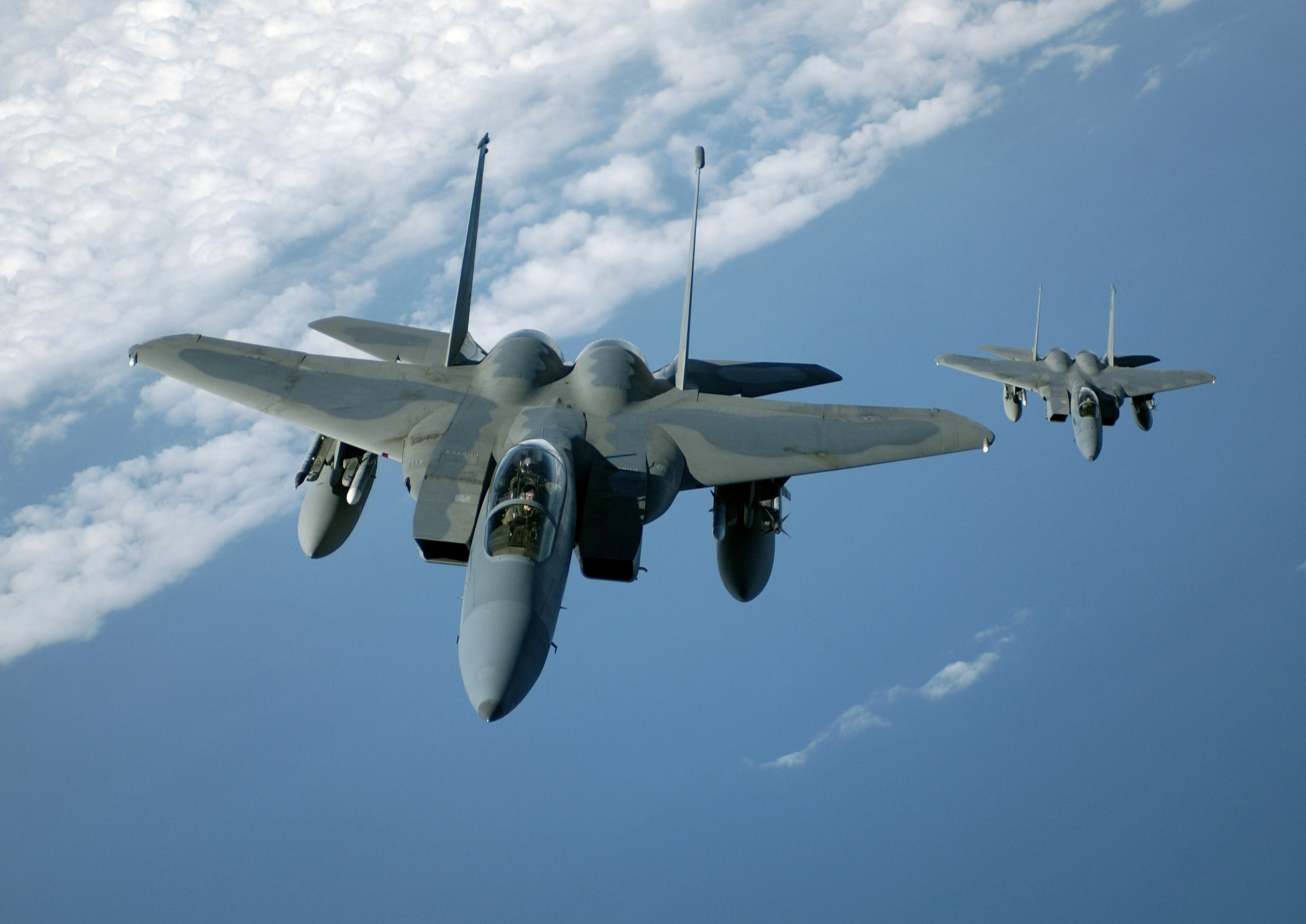
Два F-15 Eagle (базируются на авиабазе Лэнгли, штат Виргиния), фотография сделана над Атлантикой, 24 июня 2005 года.

Разработка и опытно-конструкторские работы велись в рамках совместной программы ВВС и NASA.

### Программа FX (Fighter Experimental)
Первые, самые предварительные, исследования облика истребителя четвёртого поколения начались в США ещё в 1962 году, когда наиболее современным серийным тактическим самолётом американских ВВС считался Republic F-105 Thunderchief. Эти работы носили чисто поисковый характер и не вылились в какую-либо конкретную программу.
В 1965 году, когда война во Вьетнаме ещё только набирала обороты, министр обороны Макнамара попросил ВВС рассмотреть возможность создания новой конструкции недорогого тактического истребителя для задач ближнего действия и непосредственной воздушной поддержки, чтобы заменить несколько типов, таких как F-100 Super Sabre и различные лёгкие бомбардировщики , находившиеся тогда на вооружении.
Проектирование самолёта по уточнённым требованиям началось в 1969 году. Дальше других работы по программе FX продвинулись у фирм «Макдоннелл-Дуглас», «Норт Америкен», «Нортроп» и «Рипаблик».
Победителем конкурса был признан проект «Макдоннелл-Дуглас», получивший обозначение YF-15. 23 декабря 1969 года фирме был выдан контракт на постройку опытных самолётов, и спустя 2,5 года, 27 июля 1972, лётчик-испытатель И. Барроуз поднял в первый полёт прототип будущего «орла» (англ. eagle) — опытный истребитель YF-15. 
В следующем году был облётан двухместный учебно-боевой вариант самолёта, а в 1974 году появились первые серийные истребители F-15A «орёл» (англ. eagle) и учебные спарки TF-15A (F-15B).

### Критика программы
В процессе разработки и первоначальной эксплуатации F-15 неоднократно подвергался критике со стороны ряда экспертов из правительства США и Пентагона.
Главным объектом критики была относительная дороговизна истребителя. Согласно критикам, по состоянию на конец 1970-х годов стоимость одного F-15 составляла 20 млн долл., что на тот момент было в 7 раз дороже, чем F-4 Phantom и в 20 раз дороже, чем F-5 Freedom Fighter/Tiger II.
Частично из-за данной критики в программу FX были внесены некоторые коррективы, вследствие которых на вооружение был принят более лёгкий и маневренный вариант самолёта.
Позднее, с налаживанием крупносерийного производства и выходом в активную фазу эксплуатации, стоимость производства и обслуживания F-15 заметно снизилась.

## Конструкция
В конструкции планера самолёта используются титановые сплавы (26,7 %), алюминиевые сплавы (37 %), высокопрочные стали (5 %), композиционные материалы (не менее 5—7 %).
Расчётная перегрузка составляет 9 единиц с 50%-м запасом топлива, при этом напряжения в крыле достигают 85 % от расчётных значений. Выбор материалов и конструктивной схемы элементов осуществлялся с учётом вязкости разрушения материалов и склонности к распространению трещин. 
Хвостовая часть фюзеляжа выполнена из титанового сплава Ti — 6Al — 4V. 
Задние кромки крыла, элероны и закрылки выполнены с сотовым заполнителем из алюминиевого сплава.
Центроплан — трёхбалочной схемы, каждая балка состоит из верхней и нижней штампованных секций, изготовленных из титанового сплава. Нижняя панель центроплана также титановая.
Силовая схема кессона крыла F-15А включает передний алюминиевый, три основных титановых и один задний лонжероны. Попадание осколочно-фугасного снаряда калибра 20 мм в один из трёх силовых лонжеронов не приводит к потере самолёта.
Оперение — двухлонжеронной схемы, лонжероны титановые, носки и задние кромки оперения заполнены сотами. Горизонтальное оперение — цельноповоротное (эффективность сохраняется при пробеге на скорости до 100 км/ч). Обшивка оперения выполнена из бороэпоксидного пластика.
Топливо на F-15 размещено в шести топливных баках: четырёх фюзеляжных и двух крыльевых. Фюзеляжные баки мягкие, крыльевые, вырабатываемые в первую очередь, — кессонные. Самолёт имеет автономные системы питания двигателей с собственными расходными баками и системой кольцевания. Большая часть топливопроводов расположена в баках. Расходные баки защищены протектором от пуль калибра до 12,7 мм. Для обеспечения взрывобезопасности все топливные баки заполнены пенополиуретановым поропластом.
Рлс Apg-63 максимальной дальностью 161км позволяет обнаруживать цель размерности F-4 Phantom на дальностях до 90 км.

## Вооружение
F-15A/B/C/D «Eagle»: Шестиствольная 20-миллиметровая пушка General Electric М61А1 Vulcan (940 снарядов), 4 × УР AIM-9L/M «Сайдуиндер», 4 × УР AIM-7F/M «Спэрроу» или до 8 УР средней дальности AIM-120 AMRAAM (только на F-15C/D).
F-15E/F «Strike Eagle»: Одна 20-миллиметровая шестиствольная пушка М61А1 «Вулкан» с 512 патронами. Боевая нагрузка — 11 113 кг, размещенная на 9 внешних подвесках.
Возможна установка: 4–8 УР класса «воздух-воздух», 6 × УР класса «воздух-поверхность». До 5 ядерных бомб.

## Модификации

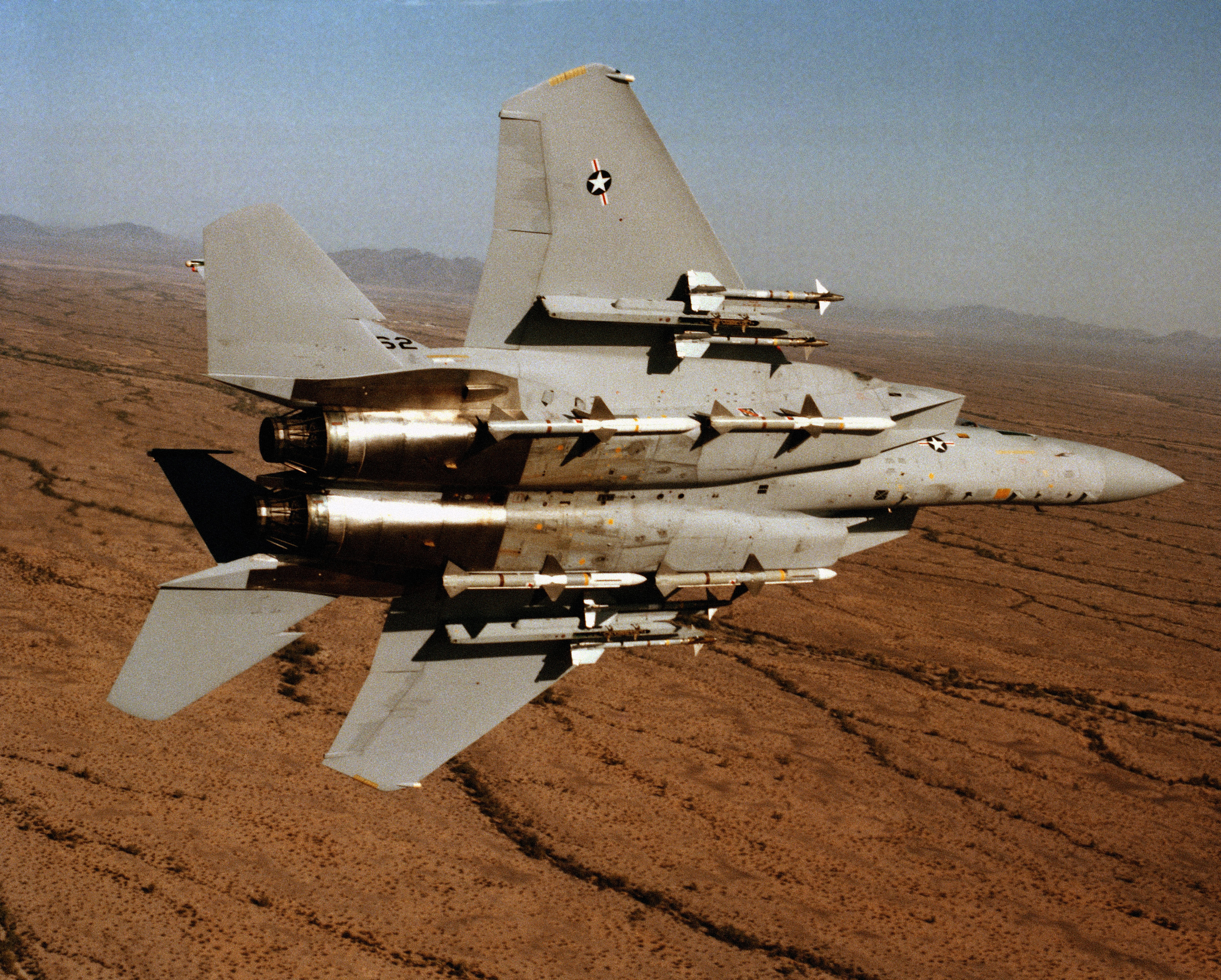
F-15 со стандартным ракетным вооружением — по 4 AIM-7 и AIM-9

F-15A
Одноместный всепогодный истребитель завоевания превосходства в воздухе, построено 365 экземпляров для ВВС США и 19 истребителей для ВВС Израиля.
F-15B
Двухместный учебно-тренировочный вариант, до 1977 года обозначавшийся как TF-15A, построено 59 экземпляров для ВВС США и 2 самолёта для ВВС Израиля.
F-15C
Одноместный всепогодный истребитель завоевания превосходства в воздухе, строился с 1979 года по 3 ноября 1989 года на заводе в Сент-Луисе; имел усиленную конструкцию планера, увеличенную ёмкость топливных баков, а также возможность крепления накладных баков к (под) корню консоли крыла и воздухозаборнику. Масса самолёта возросла на 363 кг. ВВС США было поставлено 408, ВВС Саудовской Аравии — 55 и ВВС Израиля — 24 самолёта. 2 самолёта было построено в варианте F-15J для ВВС Японии.
F-15C MSIP I
Модернизационная программа проводимая с 1983 по 1985. Включала обновление авионики
F-15C MSIP II
Установка БРЛС AN/APG-63(V)1, интеграция AIM-120, а так-же установка МФД (1985-1990)
F-15D
Двухместный учебно-тренировочный вариант, построено 62 экземпляра для ВВС США, 19 для ВВС Саудовской Аравии и 2 самолёта для ВВС Израиля. 12 самолётов было построено в варианте F-15DJ для ВВС Японии (см. ниже).
F-15J
Одноместный всепогодный вариант истребителя для ВВС Японии, выпускался с 1982 года компанией Mitsubishi по лицензии. Конструктивно аналогичен истребителю F-15C, но имеет упрощённое оборудование РЭБ. Первый полёт в Японии F-15J совершил 26 августа 1981 года. Всего изготовлено вместе с двухместной модификацией 223 самолёта. Стоимость одного F-15J составляла $55,2 миллиона в 1990 году, в 1998 году снизилась до 30 млн долл.
F-15DJ
Двухместный учебно-тренировочный вариант для ВВС Японии, выпускался компанией Mitsubishi по лицензии.
F-15N Sea Eagle
Модификация F-15N была предложена ВМС США в начале 1970-х в качестве альтернативы палубному истребителю-перехватчику F-14 Tomcat. Вариант F-15N-PHX был вооружён ракетами «воздух-воздух» AIM-54 «Феникс». Палубный вариант имел складывающиеся консоли крыла, усиленное шасси и посадочный гак.
F-15 AESA
Модификация с радаром APG-79 с АФАР.
F-15E Strike Eagle

Двухместный истребитель-бомбардировщик поколения 4++.
F-15EX Eagle II (Advanced Eagle)
Двуместный вариант для замены старых F-15 произведенных в 1980-е, несмотря на внешне классический планер внутри это совершенно новый самолет - новые двигатели, РЛС с АФАР, система обороны, кабина летчика с большими цветными дисплеями, также самолет имеет больше точек подвески и снабжен электро-дистанционной системой управления.

### Экспериментальные самолёты
F-15SE Silent Eagle
Двухместный многоцелевой истребитель поколения 4++, созданный с применением некоторых технологий 5 поколения и технологий снижения радиолокационной заметности.
F-15 Streak Eagle (72-0119)
Облегчённый и неокрашенный вариант F-15A, установивший восемь мировых рекордов скороподъёмности между 16 января и 1 февраля 1975 года; был передан Национальному музею ВВС США в декабре 1980 года.
F-15S/MTD (71-0290)
Один TF-15A был переоборудован в экспериментальный самолёт КВВП, на котором в дальнейшем проводили исследования систем управления. Самолёт оснащался двигателями с изменяемым вектором тяги и передним горизонтальным оперением.
F-15 MANX
Проект обозначения экспериментального самолёта F-15 без хвостового оперения, программа создания которого была закрыта.
F-15 Flight Research Facility (71-0281 и 71-0287)

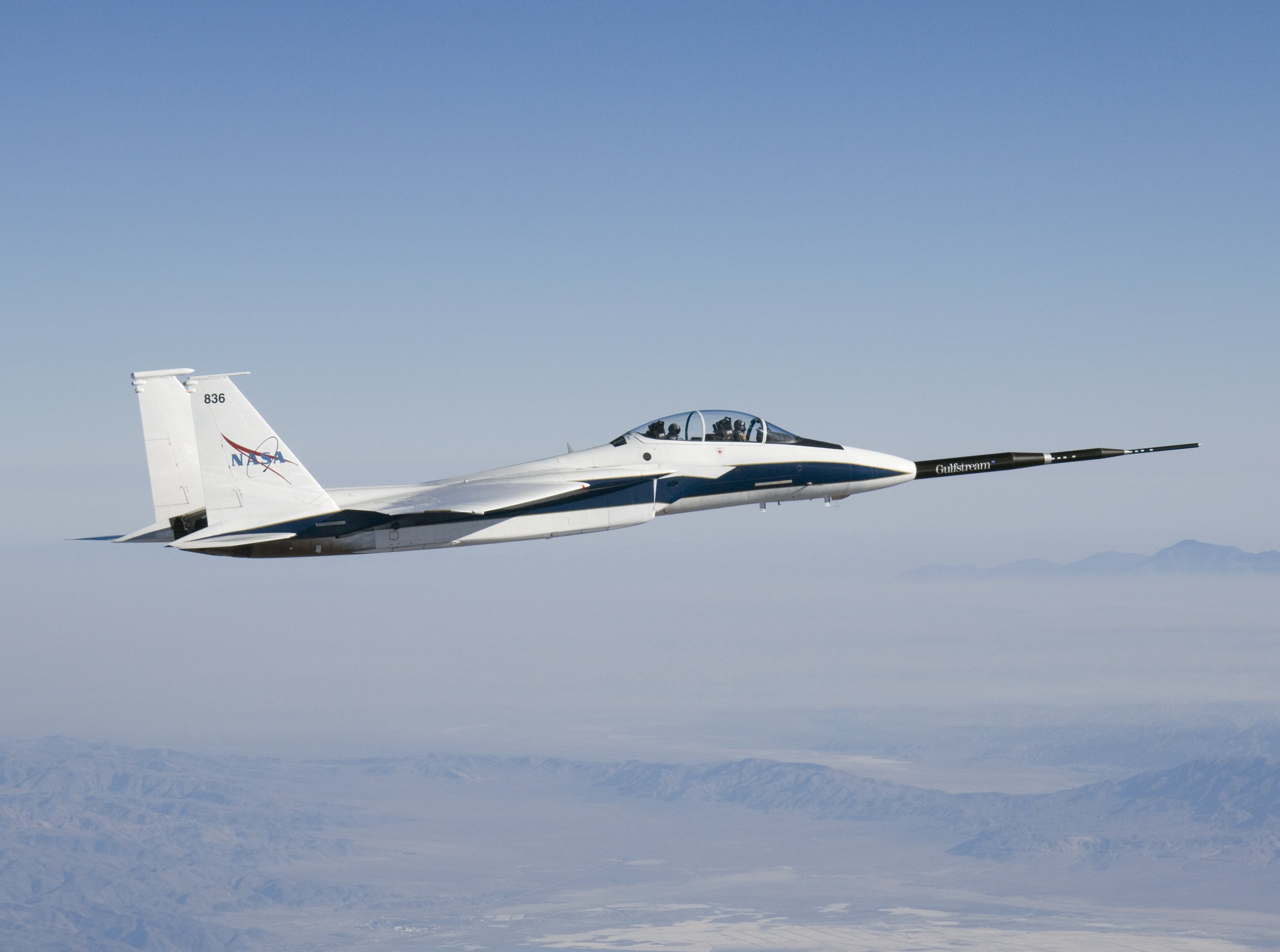
Самолёт НАСА F-15B Research Testbed, номер #836 (74-0141), с оборудованием Quiet Spike для исследования звукового удара.

Два F-15A были переданы исследовательскому центру НАСА в 1976 году. Самолёты использовались во множестве исследовательских программ, например, Highly Integrated Digital Electronic Control (HiDEC), Adaptive Engine Control System (ADECS), Self-Repairing and Self-Diagnostic Flight Control System (SRFCS) и Propulsion Controlled Aircraft System (PCA).
Самолёт с серийным номером 71-0281 был возвращён ВВС и в 1983 был установлен в качестве памятника на АБ Лэнгли.
F-15/ASAT
Самолёт переоборудованный в качестве носителя противоспутниковой ракеты ASAT, первый пуск которой был произведён 21 января 1984 года. В конце 1980-х программа была закрыта.
F-15B Research Testbed (74-0141)
Получен в 1993 году Исследовательским центром НАСА для проведения экспериментов.

## На вооружении
В этой статье рассматриваются лишь F-15A/B, C/D и связанные с ними варианты. Пользователей вариантов на базе F-15E смотрите здесь McDonnell Douglas F-15E Strike Eagle.

#### Израиль
- ВКС Израиля — 8 F-15A, 6 F-15B, 17 F-15C, 19 F-15D по состоянию на 2024 год[13][14].
  - Авиабаза Тель-Ноф, Реховот
    - 106-я эскадрилья (B/C/D)
    - 133-я эскадрилья (A/B/D)

#### Саудовская Аравия
- КВВС Саудовской Аравии — 46 F-15C, 21 F-15D по состоянию на 2024 год[13][15].
  - 2-е крыло (авиабаза короля Фахда, Таиф)
    - 5-я эскадрилья
    - 34-я эскадрилья

  - 3-е крыло (авиабаза короля Абдул-Азиза, Дахран)
    - 13-я эскадрилья

  - 7-е крыло (авиабаза короля Фейсала, Табук)
    - 2-я эскадрилья

#### США
- ВВС США — 20 F-15С/D по состоянию на 2024 год[13][16].
  - Боевое авиационное командование — 9 ед. F-15C
    - 53-е крыло
      - 53-я испытательно-оценочная группа
        - 85-я испытательно-оценочная эскадрилья (авиабаза Эглин, Валпарайсо, Флорида)

  - Командование воздушного образования и обучения
    - 56-е истребительное крыло
      - 56-я оперативная группа
        - 550-я истребительная эскадрилья (авиабаза Кингсли Филд, Кламат-Фолс, Орегон)

  - Командование материально-технического обеспечения военно-воздушных сил — 1 ед. F-15C
    - 96-е испытательное крыло (авиабаза Эглин, Валпарайсо, Флорида)
      - 96-я оперативная группа
        - 40-я лётно-испытательная эскадрилья

  - Тихоокеанские военно-воздушные силы — 49/4 ед. F-15C/D
    - 18-е крыло (авиабаза Кадена, Наха, Япония)
      - 18-я оперативная группа
        - 44-я истребительная эскадрилья
        - 67-я истребительная эскадрилья
- Воздушная национальная гвардия — 123 F-15C и 14 F-15D по состоянию на 2024 год[17].
  - Воздушная национальная гвардия Калифорнии
    - 144-е истребительное крыло (авиабаза Калифорния, Фресно, Калифорния)
      - 144-я оперативная группа
        - 194-я истребительная эскадрилья

  - Воздушная национальная гвардия Луизианы
    - 159-е истребительное крыло (авиабаза ВМС-объединённая резервная авиабаза Новый Орлеан, Новый Орлеан, Луизиана)
      - 159-я оперативная группа
        - 122-я истребительная эскадрилья

  - Воздушная национальная гвардия Массачусетса
    - 104-е истребительное крыло (авиабаза Барнс, Уэстфилд, Массачусетс)
      - 104-я оперативная группа
        - 131-я истребительная эскадрилья

  - Воздушная национальная гвардия Орегона
    - 142-е крыло (авиабаза Портленд, Портленд, Орегон)
      - 142-я оперативная группа
        - 123-я истребительная эскадрилья

    - 173-е истребительное крыло (авиабаза Кингсли Филд, Кламат-Фолс, Орегон)
      - 173-я оперативная группа
        - 114-я истребительная эскадрилья

  - Воздушная национальная гвардия Флориды
    - 125-е истребительное крыло (авиабаза Джэксонвилл, Джэксонвилл, Флорида)
      - 125-я оперативная группа
        - 159-я истребительная эскадрилья
- НАСА
  - Лётно-исследовательский центр имени Армстронга (авиабаза Эдвардс, Розамонд, Калифорния) — 1 F-15B и 2 F-15D

#### Япония
- ВВС Японии — 155 F-15J, 44 F-15DJ по состоянию на 2024 год[13].
  - 2-е крыло (авиабаза Читосе, Читосе)
    - 201-я эскадрилья
    - 203-я эскадрилья

  - 5-е крыло (авиабаза Нютабару, Синтоми)
    - 305-я эскадрилья

  - 6-е крыло (аэропорт Комацу, Комацу)
    - 303-я эскадрилья
    - 306-я эскадрилья

  - 9-е крыло (аэропорт Наха, Наха)
    - 204-я эскадрилья
    - 304-я эскадрилья

## Боевое применение
Арабо-израильский конфликт

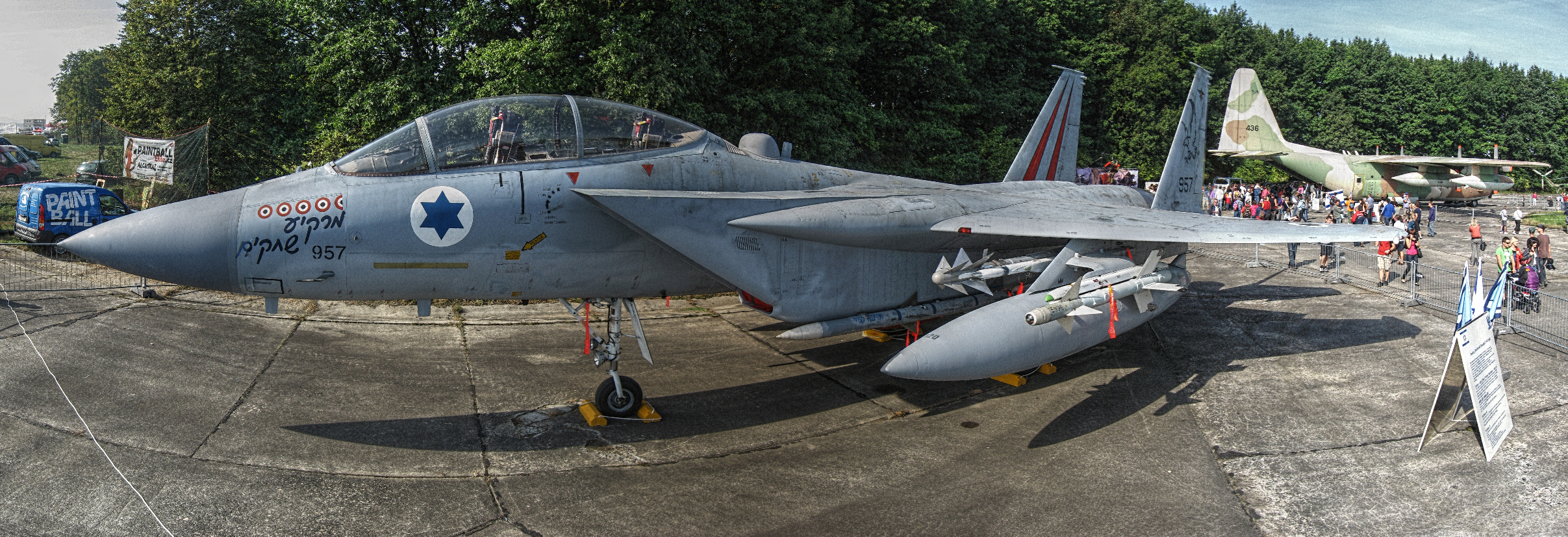
Самый результативный F-15 ВВС Израиля. На фюзеляже видны отметки о 4,5 воздушных победах над сирийскими самолётами (две над МиГ-21, две над МиГ-23 и ещё одна над МиГ-23 совместно с другим «Иглом»). В 1983 году этот F-15 вернулся на базу без правой консоли крыла после того, как врезался в израильский A-4 Skyhawk.

Первый воздушный бой с применением F-15 произошёл 27 июня 1979 года. Израильские самолёты совершили налёт на палестинские боевые позиции в Ливане, где их перехватили самолёты САВВС. Лётчики на F-15 сбили четыре МиГ-21, первую победу одержал Моше Мааром (Мельник), ставший потом бригадным генералом.
В последующие годы израильские «Иглы» ещё несколько раз встречались с сирийскими МиГ-21 над Ливаном. Они активно участвовали в Ливанской войне (1982). Согласно израильским данным, всего с июня 1979 по ноябрь 1985 года F-15 одержали 56—57 воздушных побед без безвозвратных потерь.
Эскадрилья «Double Tail» во время войны 1982 года совершила 316 вылетов, одержала 33 воздушных победы, при этом 3 самолёта эскадрильи было повреждено. По оценке российского исследователя Владимира Ильина, сирийцы полностью подтверждают число потерянных самолётов.
F-15 прекрасно показал себя в боях с сирийскими истребителями МиГ-21МФ, МиГ-21бис, МиГ-23МС, МиГ-23МФ, а также штурмовиками МиГ-23БН, относящимся к предыдущим поколениям авиации. Все МиГ-23МС и МиГ-23МФ израильские F-15 сбили, когда те совершали атаки на другие израильские самолёты. В разное время сирийцы сообщали о нескольких сбитых F-15. В частности, во время Ливанской войны 1982 года они заявили об уничтожении «не менее пяти» самолётов этого типа; примечательно, что на все победы претендуют пилоты МиГ-21, а не более современных МиГ-23.
В различных российских источниках также сообщается, что после Ливанской войны сирийским МиГ-23 удалось сбить три F-15, однако никаких подробностей этих боёв не приводится, точная дата и даже год этих побед остаются неясными: по одним данным, первые две победы одержаны 4 октября 1982 года, по другим — 4 октября 1983 года, по ещё одной версии, все три победы одержаны в декабре 1982 года, а также есть утверждение, что была одержана неподтверждённая победа 4 декабря 1983 года. На веб-сайте ejection-history.org.uk указывается что 4 декабря 1983 года по неизвестным причинам был потерян один израильский F-15 133-й эскадрильи, при этом экипаж самолёта катапультировался.
Израильская сторона не подтверждает ни одну из заявленных сирийских побед и сообщает лишь о повреждении нескольких «Иглов», один из них ракетой «воздух-воздух» Р-60 9 июня 1982, другой 10 июня 1982, когда F-15 влетел в обломки сбитого им МиГ-21; самолёты вернулись на базу и были отремонтированы.
Согласно данным израильского историка Шломо Алони, в период между 1979 и 1987 годами потерь у израильских F-15 не было.
4 февраля 1986 года в международном воздушном пространстве два F-15 ВВС Израиля перехватили ливийский пассажирский самолёт Gulfstream II и заставили его залететь на израильскую территорию и приземлиться на авиабазе Рамат-Давид. Израильтяне заявили, что искали на борту палестинцев, но не найдя их, самолёт отпустили. Израиль был обвинён в воздушном пиратстве.
Согласно заявлениям некоторых западных источников (израильтяне об этом случае никогда не заявляли) 2 июня 1989 года израильские F-15 при неизвестных обстоятельствах сбили два сирийских истребителя МиГ-29. Исследователи высказывали сомнения в достоверности данного эпизода. Согласно этим же источникам ещё два МиГ-29 были сбиты «Иглами» 14 сентября 2001 года (Израиль официально отрицал данный случай).
Израильские F-15 отмечены в нанесении ударов по позициям сирийской армии, которая в это время ведёт борьбу со вторжением международного терроризма на территории Сирии.
В 2017 году американский F-15 нарушил воздушное пространство Сирии и над ней сбил вооружённый БПЛА иранского производства.
9 апреля 2018 года пара израильских F-15 нарушила воздушное пространство Ливана и с его территории выпустила по авиабазе сирийских ВВС T-4 восемь ракет, из которых лишь три достигли цели, пять остальных были сбиты.
Саудовская Аравия — Иран
5 июня 1984 года пара F-15 ВВС Саудовской Аравии атаковала пару иранских истребителей F-4 «Фантом». В результате атаки один самолёт был сбит, второй повреждён.
США — Ирак

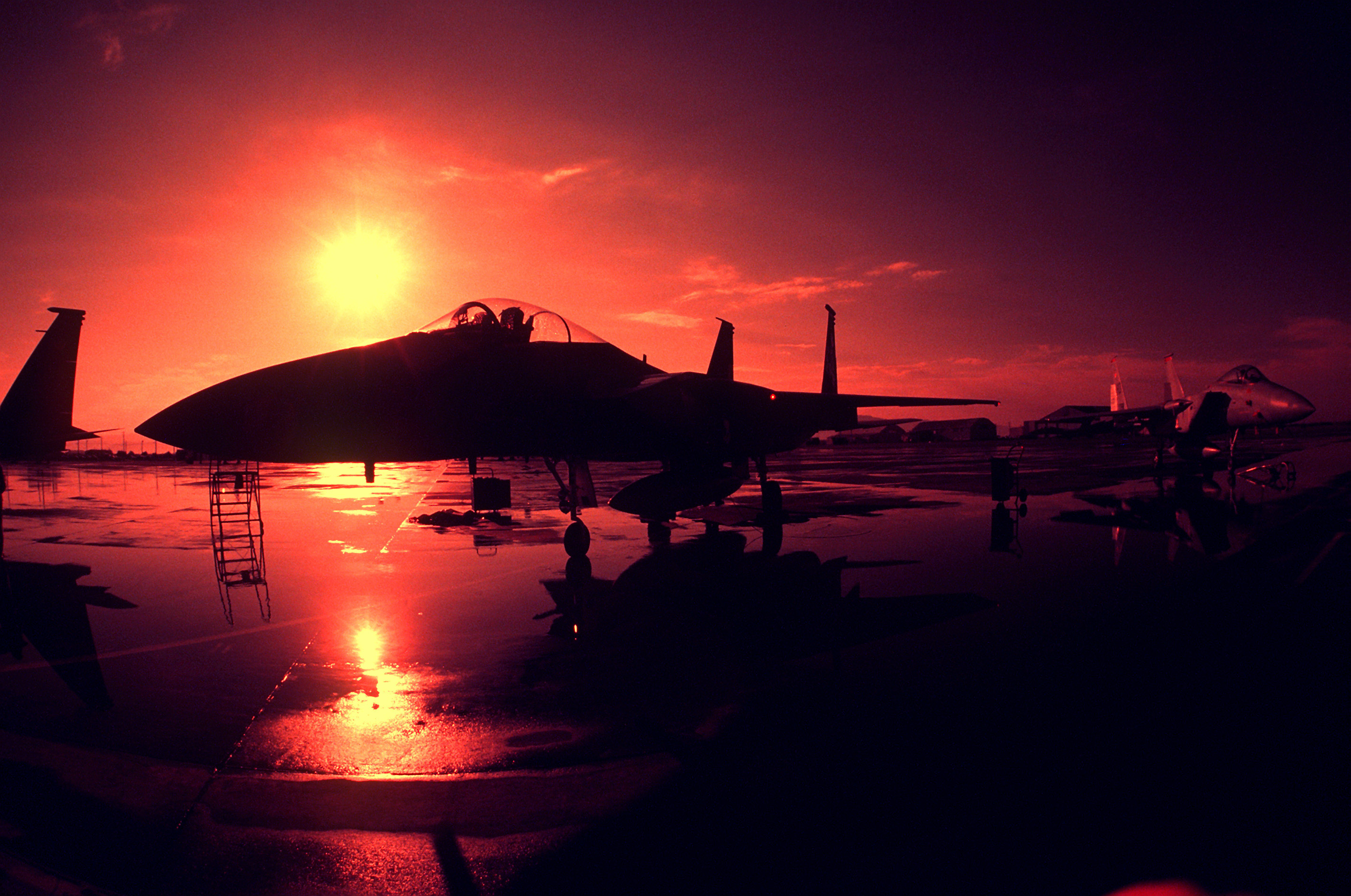
Силуэт припаркованного F-15.

16 января 1991 года антииракская коалиция во главе с США начала войну против Ирака. Во время войны в Персидском заливе (1991) истребители F-15C использовались ВВС США для завоевания превосходства в воздухе, и на их долю пришлось большинство воздушных побед авиации Многонациональных сил.
Ещё до начала боевых действий, во время операции «Щит пустыни» один саудовский F-15 был угнан и один американский F-15E разбился во время учебного воздушного боя.
Американские «Иглы» во время операции «Буря в пустыне» по американским заявлениям сбили 34 иракских самолёта и вертолёта (с учётом двух побед в марте 1991 года после окончания боевых действий), ещё два самолёта были сбиты саудовскими F-15. Больше всего заявлялось МиГ-23 (восемь), «Мираж» F.1 (шесть, без учёта ещё двух, сбитых саудовским F-15), МиГ-29 (пять), Су-22 (пять). Американцы отмечали что только один F-15C был повреждён. 27 января «Иглы» погнались за группой МиГ-23БН, улетающих в Иран, один из F-15 так разогнался, что у него оторвался дополнительный топливный бак, который в свою очередь оторвал значительную часть крыла, самолёт чуть не развалился в воздухе.
В послевоенном изучении Командованием военно-морской истории и наследия США появилась информация, что потерянный в ходе войны американский F-14 Tomcat, по всей вероятности был сбит истребителем F-15 в ходе инцидента дружественного огня.
Ирак официально подтвердил потерю только 23 самолётов в воздушных боях (от действий всех истребителей, не только F-15). Например, хорошо известен воздушный бой с ночи 18 на 19 января когда возле МиГ-29 близко взорвалась ракета американского F-15, иракский пилот капитан Халяль увёл незначительно повреждённый самолёт на аэродром, по американским данным он стоит как «сбитый». Также ставится под сомнение уничтожение одного из заявленных МиГ-23 26 января. В этот день семь МиГ-23МЛ совершили взлёт с Саада двумя группами, первая четвёрка успешно приземлилась на авиабазе Аль Асад. Вторая тройка (Хамуд-Рахиль-Хассан) была перехвачена звеном F-15C и ракетами AIM-7M была сбито два «МиГа», пилоты майор Рехан Хамуд и капитан Хассан Рахель погибли. Американские пилоты утверждали что «сбили» три «МиГа» в этом бою. По иракским данным пилот третьего «МиГа» капитан Амир Хассан оторвался от преследования и успешно совершил посадку на аэродроме аль-Бакр.
Судя по американским данным наибольшие проблемы для F-15 представили иракские МиГ-25, которые легко уворачивались от ракет и легко уходили от преследования за счёт значительного превосходства в скорости. Только они свободно летали над Ираком во время полного господства в воздухе авиации коалиции. 19 января иракский МиГ-25ПД атаковал самолёт РЭБ F-111A, восемь F-15 прикрытия ничего не смогли сделать с «МиГом». Ракеты не попали в F-111, но ему пришлось прекратить задание. Оставшись без прикрытия один F-15E был сбит старым ЗРК С-75. В конце дня МиГ-25 совершили ещё один вылет на увод американских самолётов «под ЗРК», в этот раз пара американских F-15 (пилоты капитан Ларри Питс и капитан Ричард Толлини) смогла заметить противника и атаковать. Первый «МиГ» (пилот капитан Хуссейн Абдул Саттар погиб) был сбит ракетой AIM-7M (ещё одна AIM-9 в цель не попала), второй (пилот лейтенант Саад Нехме) смог увернуться от трёх ракет, потом получил три прямых попадания 2 AIM-9M и 1 AIM-7M, но всё равно продолжал лететь. Лишь только после запуска седьмой ракеты (AIM-9M) МиГ-25 начал медленно снижаться. Американский пилот хотел окончательно добить самолёт из пушки, но увидев что пламя двигателей «МиГа» затухло, не стал добивать, пилот катапультировался. 30 января произошёл единственный воздушный бой между парой F-15C и парой МиГ-25ПД. Иракцы атаковали первыми, иракский пилот Аль-Саммурай отмечал взрыв ракеты совсем недалеко от F-15. На помощь подошла ещё пара F-15, после чего иракские самолёты развернулись и стали возвращаться на аэродром, «Иглы» выпустили по МиГ-25 10 ракет «воздух-воздух», не добившись ни одного попадания. После окончания войны иракцы заявляли что нашли обломки F-15, в который попал Аль-Саммурай, после чего отметили заявку, как подтверждённую.
22 января, стоящий в ангаре F-15C, был повреждён обломками иракской баллистической ракеты «Скад». Также, два F-15E были сбиты иракской ПВО.
Таким образом, точно известно, что были безвозвратно потеряны три американских F-15E, один саудовский F-15C, два американских F-15C были повреждены и один саудовский F-15C был угнан, погибло четыре американских пилота, один саудовский, два американских пилота взято в плен и один саудовский дезертировал. По данным американского авиационного исследователя Гарольда Скарупа только США безвозвратно потеряло 4 F-15E/C.
Как отмечало исследование воздушной мощи в Персидском заливе, уровень контроля F-15 над воздушным пространством в этой войне «не имел исторического прецедента».
НАТО — Югославия

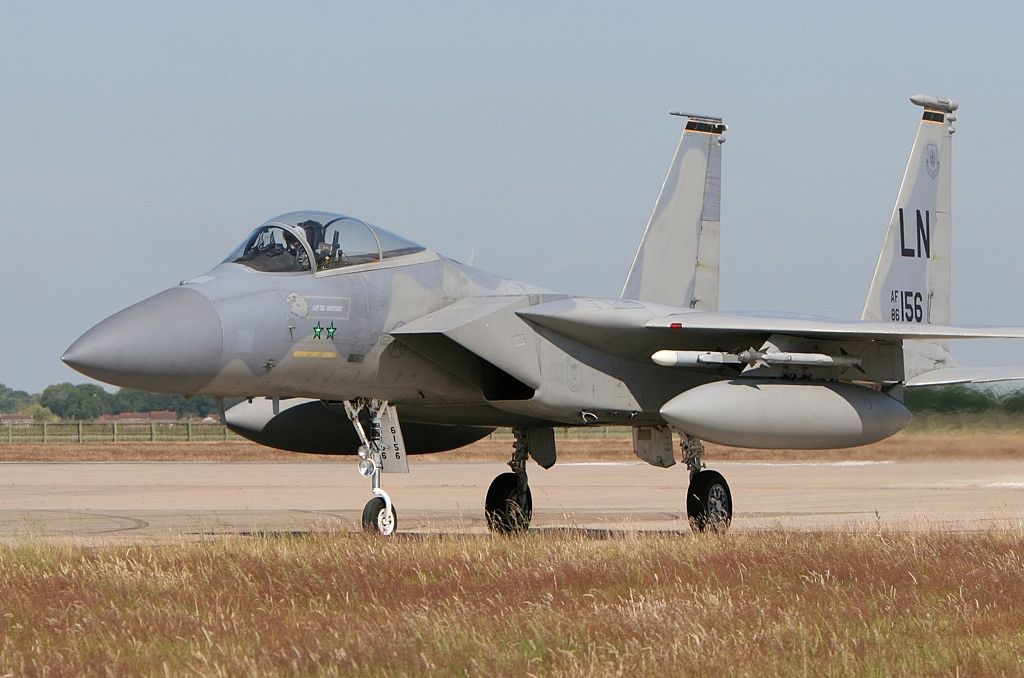
Американский F-15C, сбивший два югославских истребителя МиГ-29. Победы отмечены звёздами на фюзеляже.

В ходе операции НАТО против Югославии (1999) американские F-15 сбили четыре югославских МиГ-29, все потери подтверждены сербской стороной.
По неофициальным источникам, лётчиками МиГ-29 было заявлено о двух сбитых F-15, что не подтверждается американской стороной. В сербских источниках этих заявлений не нашлось.
см также Авиаудар F-15 по сербскому пассажирскому поезду 12 апреля 1999 года
Саудовская Аравия — Йемен
F-15 применяются Саудовской Аравией в ходе нападения на Йемен (с 2015).
В первый же день вторжения, 26 марта 2015 года в Йемене над Аденским заливом был потерян саудовский F-15S, пилоты катапультировались, что стало причиной потери техническая неисправность или он был сбит неизвестно.
19 мая 2017 года йеменским ЗРК был обстрелян саудовский F-15, самолёт по всей видимости получил повреждения, по йеменским данным он рухнул над территорией Саудовской Аравии.
9 января 2018 года саудовский F-15S получил попадание ракеты с земли, запущенной хуситами. Исследователи aviationanalysis.net утверждают что самолёт был потерян. На Scramble.nl указывается что самолёт получил повреждения, но смог совершить посадку.
21 марта 2018 года над Йеменом саудовский F-15S получил попадание ракеты «земля-воздух», подбитый самолёт смог совершить посадку.
F-15 одержали ряд побед над хуситскими беспилотными летательными аппаратами иранского производства. В частности, один беспилотник Шахид-123 был сбит в июне 2019 года, ещё один беспилотник неизвестного типа в марте 2021 года.
Статистика
Согласно официальным данным США, за всё время эксплуатации F-15 в USAF (ВВС США), истребителями этого типа было уничтожено в воздушных боях тридцать восемь самолётов и два вертолёта противника. Наиболее результативный американский пилот F-15 Сесар Родригес заявил, что сбил два МиГ-29 (иракский и сербский) и один иракский МиГ-23.
Как отмечает американский авиационный историк Джон Коррел, по состоянию на 2008 год самолёты F-15 претендовали на 104 воздушные победы без единой потери от ВВС. Хотя о сбитых F-15 в разное время заявляли Сирия и Югославия, по данным globalsecurity.org известна только одна, никем не оспариваемая потеря самолёта этого типа от действий другого истребителя: в 1995 году F-15J ВВС Японии был случайно сбит другим F-15J во время учебного воздушного боя. Авиационный исследователь Джим Винчестер указывал, что в результате «дружественного огня» F-15 сбивались истребителями как минимум два раза.
.

### Асы F-15
| Пилот    | Страна  | Количество побед | Комментарии                             |
| -------- | ------- | ---------------- | --------------------------------------- |
| А. Навех | Израиль | 6,5              |                                         |
| И. Пелед | Израиль | 6                | четыре МиГ-21 и два МиГ-23 подтверждены |

## Аварии и катастрофы

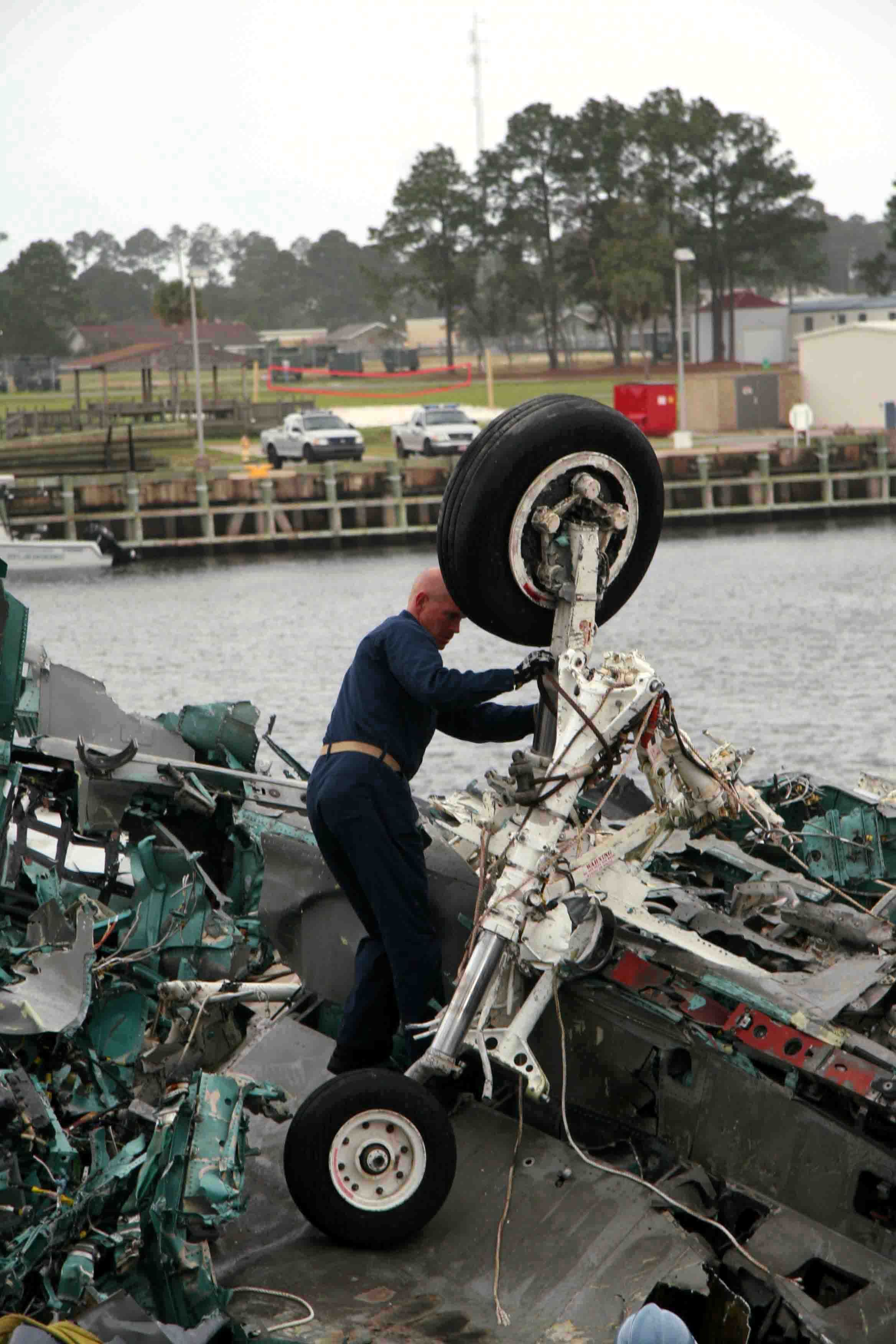
Подъём обломков одного из двух F-15C разбившихся в Мексиканском заливе 20 февраля 2008 года

Первый инцидент после принятия на вооружение произошёл 28 февраля 1977 года возле авиабазы Неллис в Неваде. В тот день во время учебного воздушного боя с истребителем F-5 Tiger II, F-15A был протаранен своим оппонентом, в результате пилот F-15 вынужден был катапультироваться и самолёт разбился, «Тигр» удар выдержал и совершил посадку.
1 мая 1983 года F-15D израильских ВВС столкнулся в воздухе с A-4 Skyhawk во время тренировочного полёта, в результате чего правое крыло F-15 практически полностью оторвалось. Несмотря на повреждения, пилот смог добраться до ближайшей авиабазы и благополучно приземлиться - правда, со скоростью в два раза превышающей нормальную посадочную скорость. Впоследствии самолёт был отремонтирован и продолжил боевые[что?] действия[уточнить].
По официальным данным, на 2008 финансовый год в лётных происшествиях было потеряно 117 самолётов (в среднем одна потеря на 50 000 лётных часов). F-15 является одним из самых надёжных самолётов ВВС США.
За время эксплуатации F-15 в ВВС Израиля в инцидентах было потеряно не менее 10 самолётов.
За время эксплуатации F-15 в ВСС Японии в инцидентах было потеряно не менее 12 самолётов.
За время эксплуатации F-15 в ВВС Южной Кореи в инцидентах был потерян как минимум 1 самолёт.
За время эксплуатации F-15 в ВВС Саудовской Аравии в инцидентах было потеряно не менее 23 самолётов.
- 24 июня 1985 года истребитель F-15А ВВС США (серийный номер 74-0087 ) упал после взлёта.
- 1 марта 1998 года в районе города Наблус во время выполнения тренировочного полёта столкнулся с 70-метровой мачтой антенны радиостанции и разбился истребитель F-15B военно-воздушных сил Израиля, погибли оба члена экипажа. Это был четвёртый F-15 израильских ВВС, разбившийся при выполнении учебных полётов в период с 1983 года, при этом во всех четырёх случаях пилоты погибли[68].
- 22 ноября 1995 года истребитель F-15J ВВС Японии (серийный номер 72-8846) был случайно сбит ракетой Sidewinder AIM-9L, выпущенной другим F-15 во время учебного воздушного боя[61].
- 30 апреля 2002 года истребитель F-15C ВВС США (серийный номер 80-0022ET) разбился над Мексиканским заливом[69], пилот погиб.
- 21 января 2004 F-15S ВВС Саудовской Аравии потерпел крушение, оба пилота погибли[70].
- 16 сентября 2004 года разбился истребитель F-15C ВВС Саудовской Аравии, пилот погиб[71].
- 17 января 2006 на Окинаве упал F-15 ВВС США[72].
- 30 мая 2007 — истребитель F-15D разбился в штате Индиана, пилот катапультировался[73].
- 20 февраля 2008 — два F-15C «Игл» 58-й тактической истребительной эскадрильи ВВС США столкнулись над Мексиканским заливом в ходе тренировочного полёта. Оба пилота катапультировались, 1-й лейтенант Али Дживанджи умер в госпитале от полученных травм[74].
- 30 июля 2008 — истребитель F-15D (серийный номер 85-0131) ВВС США потерял управление и разбился во время учебно-тренировочного полёта в штате Невада, экипаж катапультировался (в результате, один пилот погиб при столкновении с землёй, второй получил лёгкие травмы).
- 22 марта 2011 истребитель F-15E ВВС США разбился в Ливии.
- 24 мая 2011 самолёт ВВС Саудовской Аравии разбился на востоке страны, пилот погиб[75].
- 24 октября 2011 F-15 ВВС США разбился в Неваде[76].
- 3 декабря 2012 F-15 ВВС Саудовской Аравии упал в Персидский залив в ходе выполнения учебного полёта[77].
- 28 мая 2013 F-15 ВВС США разбился у берегов японского острова Окинава[78]
- 27 августа 2014 года F-15C ВВС США в ходе выполнения планового учебного полёта разбился в штате Виргиния.[79]
- 8 октября 2014 года F-15D из состава 3 воздушной армии ВВС США (48-е истребительное крыло), базирующийся в Лейкенхелт, Великобритания разбился в ходе учений на востоке Великобритании.Пилот катапультировался.[80]
- 26 марта 2015 года, во время интервенции в Йемен, F-15 ВВС Саудовской Аравии был потерян над Аденским заливом.[81]
- 5 апреля 2018 года самолёт ВВС Южной Кореи F-15K разбился в горах во время тренировочного полёта.Один из пилотов погиб.
- 11 июня 2018 года F-15 ВВС США потерпел крушение у берегов японского острова Окинава в ходе тренировочного полёта.[82]
- 15 июня 2020 года в 09:40 F-15C (с/н 86-0176; р/н 1027/C404), приписанный к 493-й эскадрилье[англ.] 48-го авиакрыла[англ.] ВВС США, потерпел катастрофу в 137 км от мыса Фламборо-Хед[англ.] в Северном море. Пилот погиб[83][84].
- 31 января 2022 года F-15 ВВС Японии в ходе учений упал в Японское море[85].
- 7 ноября 2022 года F-15S ВВС Саудовской Аравии рухнул на гражданские здания недалеко от авиабазы «Король Абдул-Азиз[англ.]» в Восточной провинции Саудовской Аравии[86][87].
- 26 июля 2023 года в 14:28 F-15SA ВВС Саудовской Аравии потерпел крушение недалеко от авиабазы «Король Халид[англ.]» в Хамис-Мушайте, в округе Асир на юго-западе Саудовской Аравии. Истребитель был уничтожен. Оба пилота погибли[88][89].
- 7 декабря 2023 года в 12:50 F-15SA ВВС Саудовской Аравии потерпел крушение в районе авиабазы «Король Абдул-Азиз» в Восточной провинции Саудовской Аравии. Экипаж погиб[90][91]

## Угон
11 ноября 1990 года пилот саудовских ВВС перелетел на истребителе F-15C Eagle в Судан во время операции «Щит пустыни» (Desert Shield). Саудовская Аравия заплатила 40 млн долларов за возвращение самолёта три месяца спустя.

## Тактико-технические характеристики (F-15C Eagle)
Технические характеристики
- Экипаж: 1 человек
- Длина: 19,43 м
- Размах крыла: 13.05 м
- Высота: 5,63 м
- Площадь крыла: 56,5 м²
- Угол стреловидности по передней кромке: 45o
- Профиль крыла: NACA 64A006.6 корень крыла, NACA 64A203 законцовка крыла
- Масса пустого: 12 700 кг
- Масса снаряжённого: 20 240 кг (с 4 УР AIM-7 Sparrow)
- Максимальная взлётная масса: 30 845 кг (с тремя ПТБ и двумя конформными баками[англ.])
- Масса топлива во внутренних баках: 6103 кг en:McDonnell Douglas F-15 Eagle
- Масса топлива в подвесных баках: 3 х 1763 кг (3 х 2300 л)
- Масса топлива в конформных баках: 4265 кг

Двигатели: 2 двухконтурных турбореактивных с форсажной камерой (ТРДДФ) Pratt & Whitney F100-PW-100, −220, −229.
- тяга:
  - 2 × 6655 кгс (65,2 кН) F100-PW-100
  - 2 × 7910 кгс (77,62 кН) F100-PW-220, F100-PW-229
- тяга на форсаже:
  - 2 × 10810 кгс (106,0 кН) F100-PW-100
  - 2 × 10800 кгс (105,7 кН) F100-PW-220
  - 2 × 13200 кгс (129,7 кН) F100-PW-229

Лётные характеристики
- Максимальная скорость на большой высоте: ≈2,655 км/ч (M=2,5)
- Максимальная скорость на малой высоте: 1,488 км/ч (M=1,2)
- Скорость захода на посадку: 232 км/ч
- Практическая дальность: 1967 км (без ПТБ, со стандартным вооружением)
- Перегоночная дальность: 5750 км (с тремя ПТБ и конформными баками)
- Практический потолок: 20 000 м
- Скороподъёмность: 254 м/с
- Длина разбега: 686 м (F100-PW-100 для взлётного веса 20240 кг)
- Длина пробега: 1067 м (без тормозного парашюта)
- Нагрузка на крыло: 358 кг/м²
- Тяговооружённость: 1,04 (F100-PW-100),  1,14 (F100-PW-220), 1,31 (F100-PW-229)
- Аэродинамическое качество самолёта: ~10 (для F-15A при М=0,9)[93]
- Максимальная эксплуатационная перегрузка: +9,0/−3,0 (у F-15A: +7,3/−3,0)

Вооружение
- Шестиствольная 20-мм пушка Дженерал Электрик М-61А1 «Вулкан», 940 снарядов
- УР AIM-9L/AIM-9M/AIM-9X Sidewinder/: 4 ракеты
- УР AIM-7F/AIM-7M Sparrow: 4 ракеты
- УР AIM-120 AMRAAM (F-15C/F-15D)

Авионика
- РЛС: РЛС с АФАР AN/APG-63(V)2/3/4
- Система предупреждения об облучении AN/ALR-56C RWR входит в состав TEWS (Tactical Early Warning System) F-15C/D.

## В культуре
- F-15К сыграл главную роль в корейском художественном фильме «R2B», также F-15С появлялся в фильмах «Самолёт президента» и «Зеркальные войны — отражение первое», и был самолётом главного героя в документальном фильме «Fighter Pilot».
- В начале советского фильма «Поэма о крыльях» 1979 года показан пролёт F-15 предположительно во время Парижского авиасалона.
- В мультсериале «The Transformers» в самолёт F-15 Eagle трансформируются несколько трансформеров — это Старскрим, Скайворп, Тандеркрэкер, Дёрдж, Рэмджет, Траст и Эйррейд.
- В компьютерных играх — существуют достаточно достоверные симуляторы F-15, такие как Digital Combat Simulator (симулятор с самой серьёзной лётной моделью на ПК), Microprose F-15 Strike Eagle 3, Jane`s F-15, Strike Fighters 2 Wings over Europe, Strike Fighters 2 Wings over Israel, Over G Fighters, AeroElite Combat Academy, War Thunder, а также аркадные игры — серия Ace Combat и Tom Clancy’s H.A.W.X. 2, стоит отметить проработанность модуля F-15E для Microsoft Flight Simulator X от компании Milviz.